# ヴィットーリオ・アルフィエーリ

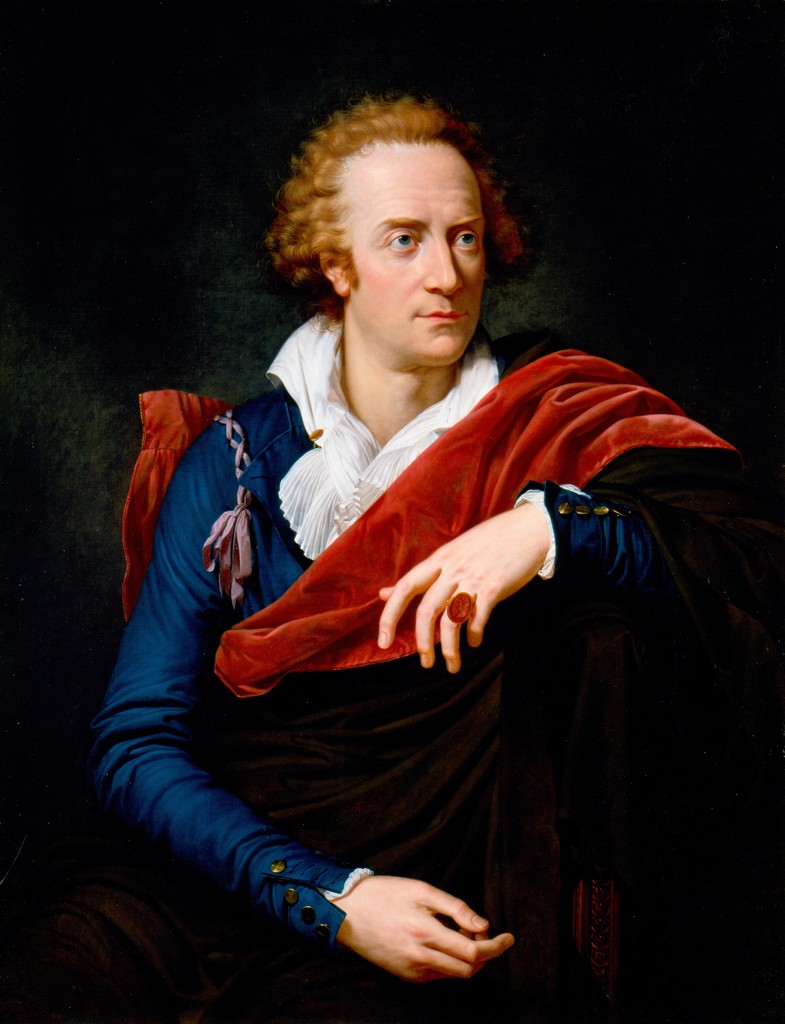
V・アルフィエーリ

ヴィットーリオ・アルフィエーリ（Vittorio Alfieri, 1749年1月16日 - 1803年10月8日）はイタリアの貴族・劇作家。伯爵。

## 生涯
北イタリア・ピエモンテ州（当時はサルデーニャ王国）の小都市アスティの生まれ。語の綴りさえも知らずに自尊心の激しさだけで書かれた処女作の悲劇《クレオパトラCleopatra、1774年》で有名になり、1776年にフィレンツェに行き、オールバニ伯爵夫人ルイーゼと恋愛関係になった。彼女とともにアルサスからパリに赴く。フランス革命に遭遇して王政に反抗する民衆の力に感激し、頌詩《バスティーユ抜きのフランス》を書くが、フランス革命への希望はすぐに消えた。1792年にパリを去ったアルフィエーリはフィレンツェに戻り、《フランス嫌い》を書いて革命政府の行き過ぎを弾劾した。
晩年をギリシア語研究と、ギリシア・ラテンの古典の翻訳に過ごした。ダンテ、ペトラルカ、アリオスト、タッソーの4人を模範とし、さらにマキャベッリ、シェイクスピア、セルバンテスなどを読み、史実にはあまりこだわらない。その悲劇は政治的色彩が強く、筋は単純、文体は雄健である。他に喜劇が6、アメリカ独立に関する頌詩5、ソネットなどの作品がある。
高貴な家柄のただ一人の男子として育ち、大きな財産を相続したため、生活に追われることは生涯なかったと自伝に記している。奔放不羈で独立を尊ぶ気性のために寄宿舎に入れられても規則的な勉学には身を入れられず、軍籍に身を置いても7年の勤務のうち5年間はアルプスの北へ旅行をして戻らず、以来取り憑かれたかのようにロシアからポルトガルまでほとんど全ヨーロッパを、しかも一カ所に長く留まることなく、巡り歩いている。愛読書はモンテーニュの『エセー』とプルタルコスの『英雄伝』。気に入った国はイギリスで、ついでオランダとデンマーク。嫌いな国はプロイセンとロシア。どちらも専制君主のもとで西欧化を進めている国であることが興味深い。自身伯爵の称号を持つ貴族に属しながら共和主義の理想をもち、フランスの啓蒙思想に共鳴しても、ルイ15世下のヴェルサイユの宮廷には我慢がならないという。
フランスの作家スタンダールはアルフィエーリを早くから愛読し、イタリアの暗い情熱を典型的に示した天才として賛嘆し、アルフィエーリの「人間という植物が、どんなよそよりもイタリアで一段とたくましく育つ」という言葉を好んで引用した。それと同時に、アルフィエーリの政治への視野は狭く、その『僭主論』（Della Tiranide, 1777年）にあらわれた政治観は、自分より上の身分に抑圧されることに我慢がならないピエモンテ貴族のジャコバン主義だ、とも述べている。バイロン卿のように不満を持った極右反動にも比較している（スタンダール『イタリア紀行 1817年』より）。

## 主著
上記以外に、
- 悲劇：Della tirannide、Del principe e delle lettere、Saul、Timeleone、Virginia、La congiura dei Pazzi、Don Garzia、Ottavia、Filippo、Rosmunda、Polinice、Oreste、Agamemunone、Mirra　など

### 日本語訳
- 『アルフィエーリ自伝』 Vita scritta da esso（上西明子・大崎さやの訳、人文書院、2001年）
- 『アントニウスとクレオパトラ （悲劇）』（谷口伊兵衛ほか訳、文化書房博文社、2013年）
- 『アルフィエーリ悲劇選　フィリッポ　サウル』（菅野類訳、幻戯書房、2020年）